# 阿瓦王朝
阿瓦王朝（撣語：ʔɪ́ɴwa̰ kʰɪʔ）是一自1364年至1555年統治上緬甸地区的王國。阿瓦王朝繼承自敏象王國、彬牙王国和实皆王國，而這些王朝自13世紀晚期蒲甘王國滅亡時，已經開始了其對中部緬甸的統治。就如很多緬甸小國般，阿瓦王朝是由緬族同化的撣族王統治。

## 歷史

### 前期（1364-1425年）

#### 建立
1363年，彬牙王朝的那腊都王因实皆国王明波梯訶波帝非王族血统，于是派人邀请勐卯国王多基法（即麓川思可法）一起攻打实皆。多基法年长，遂遣长子昭思並發率军攻打实皆。掸军在太公城击败了时年二十岁的他拖彌婆耶，他拖彌婆耶逃回实皆，明波梯訶波帝斥责他拖彌婆耶御敌不利，他拖彌婆耶反驳曰：“陛下谓臣无能，未能当之，臣无言以对，但愿陛下与城能当之。”之后，他拖彌婆耶被流放到了甲卡瓦亚（Kyahkat Waya）。1364年二月，掸军攻陷实皆，明波梯訶波帝逃到了甲卡瓦亚。三月，由于彬牙没有出兵协助掸军的行动，掸军顺便将彬牙也灭亡了，那腊都王被掳走。四月，乌兹那比昂即位于彬牙。他拖彌婆耶与信臣相谋，杀明波梯訶波帝，尽夺其部曲。六月，他拖彌婆耶率军攻彬牙，杀乌兹那比昂，并自立为缅王。十二月，他拖彌婆耶建阿瓦城作为首都，阿瓦王朝正式建立。

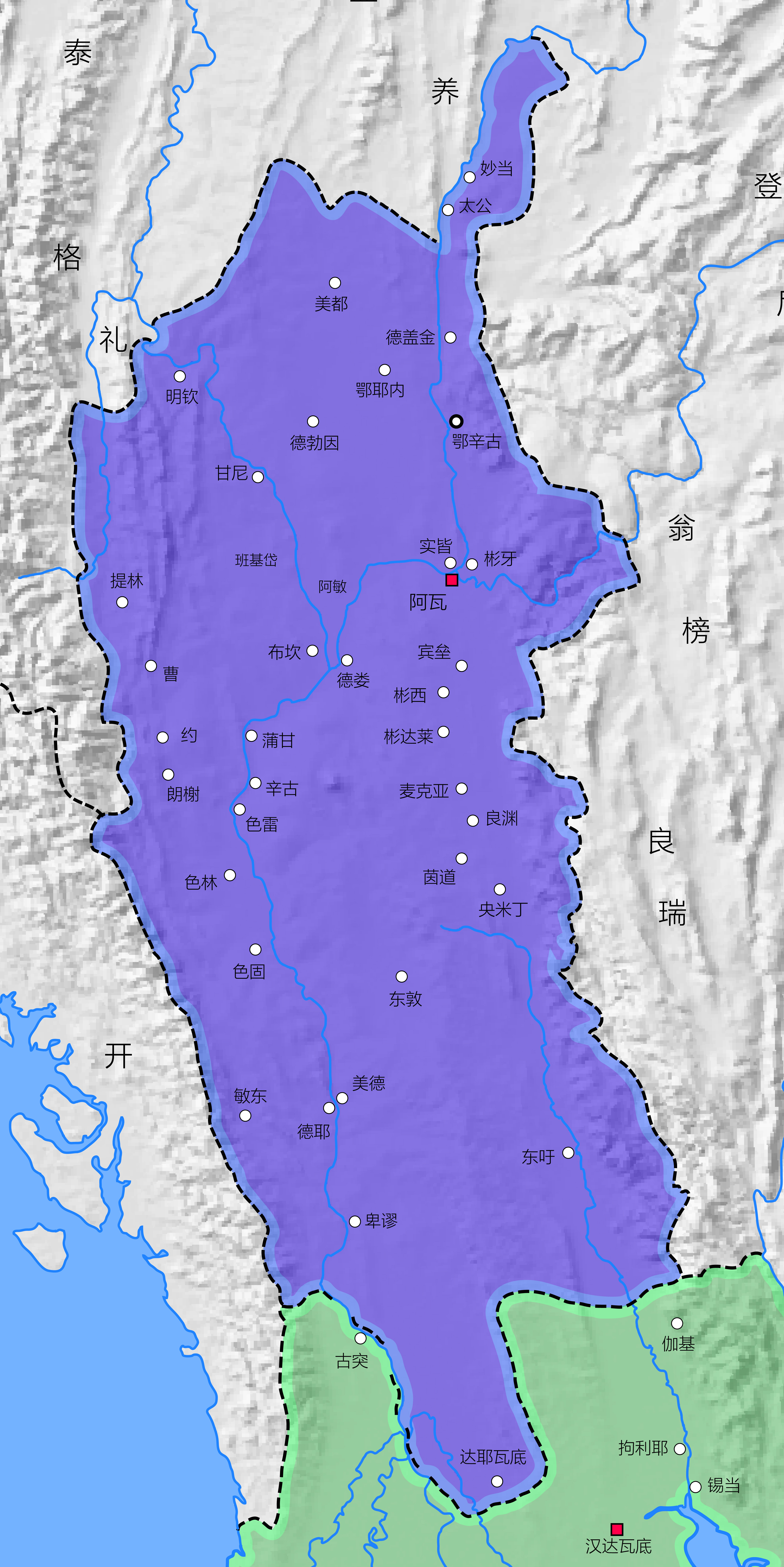
1368年

#### 明吉斯伐修寄统治时期
1367年，他拖彌婆耶死于天花，出生蒲甘王室的阿敏侯绍盖击败了竞争对手侍卫鄂努在阿瓦即位，即明吉斯伐修寄。明吉斯伐修寄统治时期任命温辛平民西德别基为大臣，国势渐强，而此时南方的孟国、北方的木掸都陷入了政治危机当中。1371-1372年间，阿瓦击退了掸人的入侵。1373年，若开归附于阿瓦，直到1385年。1386年，孟国的渺米亚侯劳皮亚背叛其新国王亚扎底律，归附阿瓦，由此引发了旷日持久的四十年战争。1400年，明吉斯伐修寄去世，长子多羅般即位。

#### 明康王统治时期
同年，多羅般王因疯癫病不理国政，并于九月被太傅太公侯鄂瑙灿所杀。大臣们拥立彬西侯敏瑞为新国王，但是敏瑞却退让给央米丁侯摩诃标。明翠弟信代达于途中伏杀摩诃标，于是敏瑞成为新国王，即明恭王。明恭王时期，四十年战争进入白热化阶段，缅军甚至一度逼近孟国首都汉达瓦底，吞并了孟国三分之二的国土，但是自缅太子明耶觉苏瓦于1416年战死后，阿瓦势力大衰。1421年，丞相西德别基去世，明恭王决定罢兵，不久明恭王去世。

#### 四十年战争的结束
1422年，明恭王的第二子梯訶都即位。1423年，孟王亚扎底律去世，子彬尼亚达马亚扎即位。1424年，阿瓦发动了最后一次对汉达瓦底的远征，并掳得孟国公主信绍布，缅孟议和，四十年战争结束。1425年，梯訶都被翁榜土司所杀，子彌羅尼即位，不久迦梨夷旦瑜入京杀彌羅尼自立。

### 中期（1426-1526）

#### 孟养德多
1426年，孟养侯德多起兵攻打格礼杰当纽，格礼杰当纽不敌走死于外，德多成为新的国王，即孟养王。孟养王本是蒲甘王室后裔，并建立了孟养王室统治的新王朝，早年跟随明康王的诸侯纷纷反叛孟养王，如东吁侯苏卢丁克亚、孟养土司和明艾觉廷。由于阿瓦政局的动荡，南方的孟国也倾向支持东吁反抗阿瓦，东部高地的翁榜、良瑞、耀绍等掸族土司也不断骚扰阿瓦。1431年，若开的那腊梅腊驱逐缅人、孟人建立了独立的若开王国。1439年，孟养王去世，长子孟瑞王明耶觉苏瓦即位。

#### 温多王
孟瑞王即位后曾协助明朝征服征讨麓川，并控制孟养、格礼。1443年，孟瑞王暴卒，其弟卑谬侯回阿瓦即位，是为温多王。温多王即位后，继续协助明朝打击麓川，之后又帮助麓川思氏父子反抗明朝。温多王时期，阿瓦平定了东吁、东敦等叛乱，又击败了北方的强敌木掸，国力较为强盛。1468年，温多王为其孙德多觉刺伤，死于卑谬，其子卑松王即位。

#### 缅人王国的灭亡
卑松王即位后，王太后十分怨恨卑松王纵容德多觉的行为，于是唆使东吁反叛。东吁被镇压后，太后亲族卑谬侯明基苏瓦、达耶瓦底侯德多明绍、榜地侯明耶觉苏瓦、色固侯丁克亚、驸马格礼侯明耶觉苏瓦艾等又反叛，常年的叛乱削弱了阿瓦的国力。1480年，卑松王去世，长子明恭二世即位，此时北方的木掸在思陆的领导下开始强盛，而卑谬、东吁地区相继叛乱，阿瓦疲于应付。1501年，明恭二世去世，次子瑞南觉欣即位，北方的木掸、南方的卑谬、东吁开始发难，最终在1526年，木掸王色隆法攻克阿瓦，缅人王国灭亡。

### 后期（掸主时期；1526-1555）
1526年，色隆法立其子多汉法为阿瓦国王，此时缅人政权只剩下南方的卑谬和东吁。1533年，色隆法被部下刺杀，木掸再次陷入混乱之中，而南方的东吁开始崛起。1539年，东吁灭亡汉达瓦底王国，雄据下缅甸地区。阿瓦开始与掸邦土司、卑谬联合抗击东吁对上缅甸的进攻。1541年，东吁攻克卑谬，阿瓦失去了南边的屏障。1542年，由于多汉法的排佛行为遭到上缅甸缅人僧俗的厌恶，出生孟养王室的彬西侯明基仰瑙刺杀多汉法，木掸人被逐出阿瓦。同年，彬西侯明基仰瑙拥立翁榜土司孔迈为阿瓦的国王。1543年，彬西侯明基仰瑙出家为僧。由于南方的缅人崛起威胁到了阿瓦，孔迈组织诸掸土司发动了一场对东吁的战争，但是最终失败。1545年，孔迈去世，子摩别王即位，孟养土司扶持的实皆王那腊勃底控制了实皆地区，与阿瓦隔江对峙，而摩别王与掸族土司不和于是倾向东吁。1551年，东吁白象王即位。同年，摩别王被实皆王击败投奔东吁，实皆王成为阿瓦国王。1554年，东吁开始了统一上缅甸的战争，实皆王战败被擒，阿瓦王朝灭亡。

## 缅甸军民宣慰使司
缅甸军民宣慰使司（英语：Myanmar Pacification Superintendency）是明朝初年在缅甸中部设置的土司政权，具有较大的自治性。1526年，孟养土司攻破阿瓦，缅甸向云南求援失败，宣慰司遂亡。

## 世系表

### 阿瓦王朝
| 君主           | 旧译名       | 英文名            | 在位             | 汉文史籍译名   |
| -------------- | ------------ | ----------------- | ---------------- | -------------- |
| 德多明帕耶     | 他拖彌婆耶   | Thado Minbya      | 1364年—1367年    |                |
| 鄂努           | 伽奴         | Nga Nu            | 1367年（篡位者） |                |
| 明基苏瓦绍盖   | 明吉斯伐修寄 | Mingyi Swa Saw Ke | 1368年—1400年    | 普剌浪；卜剌浪 |
| 德勒帕耶       | 多羅般       | Tarabya           | 1400年           |                |
| 鄂瑙灿         | 伽诺山       | Nga Nauk Hsan     | 1400年（篡位者） |                |
| 明康一世       | 明恭         | Minkhaung I       | 1401年—1422年    | 那罗塔         |
| 底哈都         | 梯訶都       | Thihathu          | 1422年—1425年    | 新加斯         |
| 明拉艾         | 彌羅尼       | Min Hla           | 1425年           |                |
| 格礼杰当纽     | 迦梨夷旦瑜   | Kale Kyetaungnyo  | 1425年—1426年    |                |
| 孟養德多       | 孟養他忉     | Mohnyin Thado     | 1426年—1439年    | 莽得剌；莽德剌 |
| 明耶觉苏瓦一世 | 彌利憍苴     | Minye Kyawswa I   | 1439年—1442年    | 馬哈省         |
| 那臘勃底一世   | 那羅波帝     | Narapati I        | 1443年—1468年    | 以速剌         |
| 底哈都拉       | 梯訶都羅     | Thihathura        | 1468年—1480年    | 卜剌浪         |
| 明康二世       | 明恭         | Minkhaung II      | 1480年—1501年    | 卜剌浪         |
| 瑞南觉欣       | 瑞南乔信     | Shwenankyawshin   | 1501年—1526年    | 莽纪岁         |
| 多汉发         | 思洪发       | Thohanbwa         | 1526年—1542年    | 莽卜信         |
| 翁榜孔迈       | 康孟         | Hkonmaing         | 1542年—1545年    |                |
| 摩别那拉勃底   | 无毗那罗波帝 | Mobye Narapati    | 1545年—1551年    |                |
| 实皆西都觉廷   | 悉都乔丁     | Sithu Kyawhtin    | 1551年—1554年    |                |

### 历任阿瓦镇守

#### 东吁时期
| 君主                 | 即位 | 去位 | 英文名 | 史籍译名 |
| -------------------- | ---- | ---- | ------ | -------- |
| 德多明绍             | 1554 | 1584 |        | 猛勺     |
| 明赖亚               | 1584 | 1587 |        |          |
| 明耶觉苏瓦宋         | 1587 | 1593 |        |          |
| 精锐队统带和快舰统带 | 1593 | 1599 |        |          |

#### 良渊时期
| 君主             | 初位 | 去位 | 英文名 | 史籍译名 |
| ---------------- | ---- | ---- | ------ | -------- |
| 实皆侯明耶乌兹那 | 1620 | 1628 |        |          |
| 巴亚加马尼       | 1628 | 1628 |        |          |
| 明纽达           | 1628 | 1629 |        |          |